# 五十崎町
五十崎町（いかざきちょう）は、愛媛県の南予地方にかつて存在した町。まわりを緑の山々に囲まれた人口6,000人弱の典型的な中山間地ながら、清流小田川と大凧合戦の里としての町づくりを進めてきた。

## 地理
愛媛県の南部、南予地方の内陸部に属し大洲市へ約15km、松山市へ約40km。西は大洲市、北は内子町、南は肱川町、南東は河辺村に接している。周囲は西にパラグライダー基地のある神南山が、南に大登山が横たわっており、パラグライダー･ハンググライダーも有名で緑多き神南山 (710m) はフライト基地として地理的･自然条件的にも西日本最高のコースの一つである。県外からの来町者も多く、テイクオフポイント及びパラグライダー練習場も整備されている。
肱川の支流の一つである清流・小田川が町の中心部を北から南方向に流れている。流域は比較的平坦な沖積盆地で、山は高いところで約600m。
- 山 : 神南山（かんなんざん）、大登山（おおとざん）
- 川 : 小田川

## 歴史

### 略史

#### 古代 - 中世
鎌倉時代初期、陣ノ森に竜王城があり、河野氏一族の居城であったとの伝承が残る。竜王城はその後城主を転々とし、豊臣秀吉の四国征伐にともない廃城となった。

#### 近世、藩政期
藩政期には大洲藩（重松を除く）又は新谷藩（重松のみ）の領地であった。五十崎郷に属する古田、天神、大久喜、宿間、奈良野、重松の6村、河辺郷に属する鶴巻、只海、北表の3村の合わせて9村があった。
- 寛永年間に大洲藩主・加藤泰興が古田村在住の岡崎治郎左衛門に命じて藩の御用紙を漉かせたこれが、当地の製紙の勃興の始まりとされる。
- 元禄年間には民間でも天神村で紙漉きが行なわれていた。以後、楮の栽培が内山筋一帯で盛んになる。
- 1746年（延享3年） - 紙方仲買連中結成（紙座）。こののち、仲買商に暴利をむさぼられていると農民の不満募る。
- 1750年（寛延3年） - 内ノ子騒動。
- 宝暦年間に大洲藩は紙の統制を強化、宝暦10年に五十崎に楮役所を、内子に紙役所をおく。
- 天保年間に大洲藩が神南山の中腹に大久喜鉱山を開発。
- 1838年（天保9年） - 天神村を平岡村へ村名変更。

#### 明治
- 1871年（明治4年）7月 - 廃藩置県により新谷藩領であった重松村は新谷県に、他の地域は大洲県に属す。
- 1871年（明治4年）11月 - 新谷県、大洲県が宇和島県に合併。
- 1872年（明治5年） - 宇和島県が神山県と改称。
- 1873年（明治6年）2月 - 神山県と石鐵県との合併により愛媛県成立。
- 1873年（明治6年）2月 - 大小区制が制定される（古田村・大久喜村・平岡村・重松村・宿間村・奈良野村・弦卷村・北表村・只海村は第九大区一小区となる）。
- 1874年（明治7年）5月 - 第九大区小区分画される（五小区 - 古田村、六小区 - 平岡村・重松村・宿間村・只海村、八小区 - 大久喜村・奈良野村・弦卷村・北表村）。
- 1884年（明治17年）10月 - 古田村・平岡村・宿間村・北表村に郵便切手下所ができる。
- 1884年12月 - 戸長役場管轄区域、役場位置が布達される（古田村・大久喜村・福岡村・宿間村の四ヶ村を一区域となし戸長役場を古田村に置く。平岡村・重松村・只海村・北表村の四ヶ村を一区域となし戸長役場を平岡村に置く）。
- 1889年（明治22年）5月 - 古田村に古田村一ヶ村駐在所、平岡村に平岡村五ヶ村駐在所が置かれる。

#### 五十崎村・天神村・御祓村成立
- 1889年（明治22年）11月 - 町村区域変更告示される（古田村と大久喜村が合併し五十崎村と称す。同時に、平岡村・重松村・宿間村・福岡村が合併し天神村と称す。北表村・只海村を合併して御祓村と称す）。
- 1901年（明治34年）3月 - 五十崎村に五十崎郵便局設置。
- 1920年（大正9年） - 愛媛鉄道内子線が開通、大字古田に五十崎駅設置（後の国鉄内子線）。
- 1920年（大正9年）5月 - 五十崎村が五十崎町となる。

#### 新町発足後
- 1954年（昭和29年）9月 - 五十崎町、天神村、御祓村が合併し、新五十崎町が発足する。
- 1971年（昭和46年） - 大久喜鉱山閉山。
- 2005年（平成17年）1月1日 -（旧）内子町及び上浮穴郡小田町との合併により、新たに内子町発足。自治体としての五十崎町はその歴史を閉じた。

### 系譜
```
五十崎町の系譜
（町村制実施以前の村）　（明治期）
　　　　　　　　　　　　町村制施行時　（大正9年5月21日）
大久喜　　━━┓　　　　　　　　　　　　　町制施行
　　　　　　　┣━━━　　五十崎村　　━━五十崎町━━━┓
　　　　　　　┃　　　　　　　　　　　　　　　　　　　　┃
古田　　　━━┛　　　　　　　　　　　　　　　　　　　　┃
　　　　　　　　　　　　　　　　　　　　　　　　　　　　┃　（昭和29年9月1日合併）
　　　　　　　　　　　　　　　　　　　　　　　　　　　　┣━━━　　五十崎町　　━━━┓（平成17年1月1日合併）
　　　　　　　　　　　　　　天神村　　━━━━━━━━━┫　　　　　　　　　　　　　　┃　　　（新）
　　　　　　　　　　　　　　御祓村　　━━━━━━━━━┛　　　　　　　　　　　　　　┣━━　内子町
　　　　　　　　　　　　　　　　　　　　　　　　　　　　　　　　（旧）内子町　━━━━┫
　　　　　　　　　　　　　　　　　　　　　　　　　　　　　　　　　　　　　　　　　　　┃
　　　　　　　　　　　　　　　　　　　　　　　　　　　　　　　　　　　小田町　━━━━┛

（注記）天神村、御祓村、内子町、小田町の合併までの系譜については、それぞれの町村の記事を参照のこと。

```

## 行政

### 町長
- 高野島太郎（1920年5月-1928年11月）[1]
- 米田謹七（1930年4月-1932年11月）[1]
- 高野島太郎（1932年12月-1933年12月）[1]
- 髙橋三保（1934年5月-1939年3月）[1]
- 沖見卯市（1939年6月-1946年11月）[1]
- 河内保歳（1947年4月-1954年8月）[1]
- 森永隆男
- 宮岡廣之（現五十崎町長）

### 庁舎
- 小田川のほとりにある。合併後も内子町の本庁舎として用いられている。

## 平成の市町村合併
合併の意義
五十崎町と隣り合った内子町は、「内山」地域と総称され、藩政期から大洲藩の統制によりハゼノキ・ミツマタ・コウゾの集散地としてあるいは製蝋・和紙製造といった産業が興るなど、似通った道を歩んできた。このため、市町村合併を考える際に当然の如くパートナーとして考えられた。合併の枠組みが決まるまでは、下記の曲折があったが、人口や交通の便では五十崎町より勝る内子町が、ツーリズム展開である意味ブランド化している町名を存続させるかわりに、本庁舎を譲るなどの配慮をみせたこともあって、枠組みが決まってからは合併協議は比較的スムーズに進んだ。
なお、後から上浮穴郡小田町が小田川流域という共通項のもとに合流してきたため、結果的には3町の合併となった。
五十崎・内子の両町は昭和30年前後の全国的な大合併の際にも話があったものの、諸般の事情で成就しなかった経緯がある。
五十崎町をめぐる合併の歩み
- 愛媛県の示した合併パターンでは、大洲市・喜多郡が基本パターン、参考パターンとして小田川流域等が示される。

基本パターンを推進する派の論拠としては、より大きな合併による行財政の効率化、農業協同組合等も同範囲で広域合併していることを挙げる。
- 2002年（平成14年）1月26日 - 喜多郡町村会で6月までに合併エリア等の基本的な方向を出すことを確認。この場で、内子町長は「まず内子と五十崎が合併するのがいい」と発言。
- 2002年（平成14年）3月 - 大洲市は喜多郡との合併を働きかける方針を示す。
- 2002年（平成14年）3月 - 内子町のアンケート結果、「内子中心」が58%（実施は1月中旬〜2月上旬）。
- 2002年（平成14年）3月 - 八幡浜地方局の合併検討協議会の報告書まとまる。
- 2002年（平成14年）4月 - 大洲市、合併推進室設置。
- 2002年（平成14年）4月 - 五十崎のアンケート結果、「大洲・喜多」が42.5%。五十崎町と内子町とを基本とした回答も合わせると46.6%（後にこのことを根拠に、2町合併へと突き進む）（実施は3月上旬〜中旬）。
- 2002年（平成14年）5月 - 五十崎町長、2町合併の方針を明らかにする。
- 2002年（平成14年）6月4日 - 五十崎町の議員全員協議会で町長が2町合併方針を説明、紛糾。住民説明会（時期や回数は未定）を開催した後、議員協議会で合併の枠組みを決めることとした。
- 2002年（平成14年） - 6月をめどに枠組みを決めるとの町村会の申し合わせがあったが、五十崎町が割れているので、決まらず先送りの情勢が濃厚に。
- 2002年（平成14年）6月12日 - 喜多郡町村会で内子・五十崎両町長が2町合併の方針を表明。
- 2002年（平成14年）7月中旬 - 五十崎町が町内3地区で2町合併推進を前提に対住民説明会開催。この会合で、本庁舎は五十崎に、町名は内子とすることで、内子町・同議会と申し合わせ済みであることを説明。
- 2002年（平成14年）7月17日 - 五十崎町が2町合併を問うアンケート実施決める。住民投票に替わるものとして位置づけ。議会はこの段階ではまとまり切らず。
  - 五十崎町内の有志で「県の合併パターンで合併を推進する会」ができ、チラシを配布する等、町内を二分した論争に。
- 2002年（平成14年）7月26日 - 五十崎町のアンケート結果出る。2町支持60.4%。
- 2002年（平成14年）7月30日 - 五十崎町議会全員協議会で、2町合併の方針確認、法定協議会設置へ。
- 2002年（平成14年）8月29日 - 内子、五十崎両町議会、法定協議会設置を議決。
- 2002年（平成14年）9月1日 - 法定合併協議会発足。
- 2002年（平成14年）10月11日 - 大洲・喜多合併協議会（任意）発足。大洲市喜多郡では2つの枠組みに別れて合併を進めていくことになった。
（この後に、上浮穴郡小田町が内子・五十崎町に加わり3町合併となった）

## 社会

### 文化
今日では稀薄となりつつあるが、里山・水辺に育まれ、自然と暮らしと、そして産業が密接に絡み合う独自の農村文化ともいうべきものを形成している。
- 川とともに暮らす

生活雑排水など河川の水環境が問題になりつつあるが、コンクリート護岸ではなく、石積み護岸を復元し、流れを再び取り戻そうと町民の手で始まった石一個運動が、町も出捐し、「小田川はらっぱ基金」となり、潤いのある河川空間・水辺空間の創出へとつながっている。
- 棚田

泉谷地区には日本の棚田百選に認定された棚田があり、地元農家らが「守る会」を結成、棚田のオーナー制度や自然浴ツアーなど、都市と農村との交流活動を地道に行っている。

### 教育

#### 高等学校
町内に高等学校はない。

#### 中学校
- 五十崎町立五十崎中学校

#### 小学校
- 五十崎町立五十崎小学校
- 五十崎町立天神小学校
- 五十崎町立御祓小学校

## 経済・産業
農林業と特徴ある伝統産業が主体。
- 農業では、米作、葉タバコ、栗、乳用牛など。『大日本篤農家名鑑』によれば五十崎村の篤農家は、「高野島太郎、松久富十郎、吉岡壽平、藤本松太郎、久保安太郎、栗田道治郎、梶原要」などである[2]。
- 伝統産業として、江戸初期からの歴史を持つ手漉き和紙（大洲和紙）がある。寛永年間に大洲藩主加藤泰興が当時在村の土佐藩浪人に命じて藩の御用紙を漉かせたのがはじまりで、今日まで受け継がれている。
- その他、食品加工、縫製、コンクリート製品、電子部品組立、歯ブラシ製造などがある。

## 交通

### 鉄道
- 四国旅客鉄道（JR四国）

内子線：五十崎駅
1986年3月の駅移転後は、町の中心から離れた（大字）五十崎の西方に位置する。旧駅は内子五十崎インターの南西に位置した。

### 道路

#### 高速道路
- 松山自動車道

五十崎町内にインターチェンジはない。最寄のインターチェンジは内子五十崎インターチェンジ。

#### 一般国道
- 国道56号

#### 県道
- 主要地方道

愛媛県道32号肱川公園線
愛媛県道56号内子河辺野村線
- 一般県道

愛媛県道228号坊屋敷小田線
愛媛県道229号鳥首五十崎線

## 観光
観光地・名所旧跡
- 龍王公園
- 龍王荘（温泉宿泊施設）
- 小田川河原
- 紅葉滝
- 観光農園（ぶどう、柿、いちごなど）

イベント
- 大凧合戦

400有余年の歴史を持つ伝統行事で、無形文化財指定。毎年5月5日、小田川の豊明河原で両岸に数百統の大凧が空中に舞う。けんか凧で「ガガリ」と呼ばれる刃物を備え、相手の糸を切り合う（すべてがけんか凧というわけではない）。凧踊り、子供凧合戦、出世凧のほか、観光客も参加できる観光凧揚げなどが行われる。全国団体と連絡を取り合って、「日本凧揚げ大会」として秋に特別に開催することもある。
- 川まつり
- 自然浴ツアー
- 花火大会

毎年8月14日に開催。
時間は約15分。小田川豊秋河原で行われる花火は花火がとても近い分、迫力があり、県内からたくさんの人が訪れる。
特産物
- 飲食・郷土料理 - うどん、そば、そうめん
- 工芸品その他 - 大洲和紙、清酒、桐下駄
- 農林産品 - ぶどう（ピオーネ）、栗、しいたけ、柿、栗など

## 出身・ゆかりのある人物

### 政治・経済
- 亀岡嘉秋（酒造業、政治家） - 五十崎町議会議員。天神村長亀岡謙太郎の養子。
- 栗田邦住（政治家） - 天神村長、県会議員。
- 高橋三保（政治家） - 五十崎村長、五十崎町長。
- 高橋真男（実業家） - 大協石油会長。

### 学術
- 藤本薫喜 - 長崎大学医学部教授。日本栄養士会会長。医学博士。
- 村上節太郎 - 愛媛大学名誉教授。理学博士。

### 文化
- 中川八郎（画家）
- 上岡美平（画家）
- 森生まさみ（漫画家）
- 五十崎由記（小説家）